# 小行星3238
小行星3238（3238 Timresovia）是一颗围绕太阳公转的小行星。1975年11月8日，尼古拉·切爾尼赫在克里米亚发现了此天体。
該小行星以蘇聯生物學家尼古拉·季莫費耶夫-列索夫斯基命名。
这颗小行星的绝对星等为44.78365等。